# IMRO – Mișcarea Națională Bulgară
IMRO – Mișcarea Națională Bulgară (bulgară ВМРО – Българско Национално Движение, transliterat: VMRO – Bŭlgarsko nacionalno dviženie) este un partid politic de extremă dreapta din Bulgaria condus de Krasimir Karakachanov. Se revendică ca fiind succesorul istoric al Organizației Revoluționare Interne Macedonene.

## Istorie
Abrevierea IMRO face referință la Organizația Revoluționară Internă Macedoneană, o organizație politică revoluționară istorică condusă de bulgari în regiunile Imperiului Otoman Macedonia și Tracia, organizația a fost fondată la sfârșitul secolului 19. La momentul fondării în 1991, numele organizației a fost IMRO–Uniunea Asociațiilor Macedonenilor. La cel de al patrulea congres în 1997, IMRO-UAM a renunțat la adăugarea UAM. Inițial, nu a fost implicat în politica bulgară, dar după 1994 a devenit oficial activ politic și a intrat în parlament. Redenumit în 1998 ca IMRO-Mișcarea Națională Bulgară, organizația s-a transformat ușor într-un partid populist de dreapta în anii 2000. În 2010, un grup al membrilor săi s-a despărțit de partid și a format Idealul Național pentru Unitate.
La alegerile pentru Parlamentul European din 2014, partidul a făcut parte dintr-o alianță numită "Bulgaria Fără Cenzură", care a inclus partidele Bulgaria Fără Cenzură, IMRO-BNM, Uniunea Populară a Agricultorilor și Mișcarea Zilei lui George. Alianța a obținut 10.66% din voturi și a câștigat două locuri în europarlament.
Eurodeputații aleși de alianță au fost vicepreședintele IMRO Angel Djambazki și liderul BBT Nikolay Barekov.
La 3 august 2014, un acord de formare a unei coaliții între NFSB și IMRO numită Frontul Patriotic a fost semnat pentru alegerile din 2014 care se apropiau. Scopul coaliției era pentru: „o renaștere a economiei bulgare, o luptă împotriva monopolurilor, realizarea unei educații și asistență medicală moderne și o justiție corectă și necoruptă”. Semnarea unui acord de coaliție între IMRO și NFSB marchează sfârșitul coaliției BBT-IMRO.
Membrii coaliției erau: PROUD, Idealul Național pentru Unitate, Clasa de Mijloc Europeană, Asociația Patriot, Bulgaria Nedivisată, Mișcarea Națională BG Patriot, Uniunea Forțelor Patriotice ”Apărare”, Mișcarea Națională pentru Salvarea Patriei și Partidul Național Democrat.
Înaintea alegerilor parlamentare bulgare din 2021, Mișcarea Volia a format o alianță electorală cu Frontul Național pentru Salvarea Bulgariei și IMRO – Mișcarea Națională Bulgară.

## Ideologie

### Identitate
IMRO se descrie ca fiind un partid conservator și patriot bazat pe un naționalism modern. Se definește ca "o mișcare națională pan-bulgară" care vizează "uniteate spirituală a poporului bulgar". Este cunoscut ca fiind un partid puternic naționalist și Creștin Ortodox, care pretinde că va continua misiunea istoricului IMRO și se străduiește să recunoască caracterul bulgar al populației majoritare a țării Republicii Macedonia de Nord.

### Probleme sociale
IMRO este un partid puternic social conservator și se opune categoric căsătoriei persoanelor de același sex, mergând chiar și până la propunerea unor modificări suplimentare la constituția Bulgariei pentru a împiedica adoptarea în viitor a oricărei legi a căsătoriei homosexuale. Liderii partidului și-au exprimat, de asemenea, opinia că protestele bulgare din 2020–2021 au fost organizate de  "câteva ONG-uri soroșiste și partide politice extraparlamentare înfometate de putere”, susținând că scopul protestelor, în opinia sa, a fost „realizarea căsătoriei homosexualilor "și" creează o republică de gen ", cu care nu sunt în totalitate de acord. În mod similar, a propus și amendamente constituționale care ar interzice persoanelor fără un anumit nivel de calificări academice să voteze la alegeri sau referendumuri, precum și amendamente care să readucă recrutarea obligatorie pentru toți bărbații.

### Minorități
IMRO își exprimă o viziune antițigănistă asupra lumii propunând "o soluție la problema grupurilor nesociabile de țigani" care include distrugerea ghetourilor populațiilor de romi, muncă forțată, restricționarea beneficiilor sociale și limitarea nașterilor în rândul romilor mai tineri. De asemenea, este critic față de turcii bulgari și se opune islamului din Bulgaria, solicitând guvernului să „oprească sunetele de teroare provenite din minarete”.

## Rezultate electorale

### Adunarea Națională
| Alegeri        | Voturi                | %                     | Locuri                | +/–                   | Poziție               | Guvern                |
| -------------- | --------------------- | --------------------- | --------------------- | --------------------- | --------------------- | --------------------- |
| 1997           | 2,223,714             | 52.3                  | 137 / 240             | ▲ 137                 | 1                     | Coaliție              |
| 2001           | 165,927               | 3.63                  | 0 / 240               | ▼ 137                 | 5                     | Extraparlamentar      |
| 2005           | 189,268               | 5.19                  | 13 / 240              | ▲ 13                  | 7                     | Opoziție              |
| 2009           | Interzis să participe | Interzis să participe | Interzis să participe | Interzis să participe | Interzis să participe | Interzis să participe |
| 2013           | 66,803                | 1.89                  | 0 / 240               | ▬ 0                   | 8                     | Extraparlamentar      |
| 2014           | 239,101               | 7.29                  | 19 / 240              | ▲ 19                  | 5                     | Opoziție              |
| 2017           | 318,513               | 9.07                  | 27 / 240              | ▲ 8                   | 3                     | Coaliție              |
| 2021           | 116,430               | 3.58                  | 0 / 240               | ▼ 8                   | 7                     | Extraparlamentar      |
| Iulie 2021     | 85,796                | 3.10                  | 0 / 240               | ▬ 0                   | 7                     | Extraparlamentar      |
| Noiembrie 2021 | 28,319                | 1.07                  | 0 / 240               | ▬ 0                   | 9                     | Extraparlamentar      |
| 2022           | 20,177                | 0.78                  | 0 / 240               | ▬ 0                   | 10                    | Extraparlamentar      |
| 2023           | Nu a participat       | Nu a participat       | Nu a participat       | Nu a participat       | Nu a participat       | Nu a participat       |
| Iunie 2024     | 21,273                | 0.96                  | 0 / 240               | ▬ 0                   | 12                    | Extraparlamentar      |
| Octombrie 2024 | Nu a participat       | Nu a participat       | Nu a participat       | Nu a participat       | Nu a participat       | Nu a participat       |

1. ↑  Rezultatele alianței Uniunea Forțelor Democrate.
2. ↑  Results with Mișcarea Zilei lui George.
3. ↑  Rezultatele alianței Uniunea Populară Bulgară.
4. ↑  Rezultatele alianței Frontul Patriotic.
5. ↑  Rezultatele alianței Patrioții Uniți.
6. ↑  Rezultatele alianței Patrioții Bulgariei.

### European Parliament
| Alegeri | Voturi  | %     | Locuri | +/– | Poziție |
| ------- | ------- | ----- | ------ | --- | ------- |
| 2009    | 57,931  | 2.25  | 0 / 18 | ▬ 0 | 9       |
| 2014    | 238,629 | 10.66 | 2 / 17 | ▲ 2 | 4       |
| 2019    | 143,830 | 7.14  | 2 / 17 | ▬ 0 | 4       |

1. ↑  Rezultate cu Bulgaria Fără Cenzură.